# WORLD MUSIX LIVE FROM N.Y.
WORLD MUSIX LIVE FROM N.Y. （ワールドミュージックス・ライブフロム・ニューヨーク）は、JFN系列で2003年10月から2009年3月にかけて放送された2時間の生放送ラジオ番組。この番組は世界各地からNYに集まるサウンド、NYから発信されるサウンドをマンハッタンのJFN N.Y.スタジオから毎週生放送デジタル回線で放送されている。
途中から『ライブフロムニューヨーク･ワールドミュージックスビンテージ』に改題した。

## 放送時間
- 日曜2:00-4:00（土曜深夜26:00-28:00）-放送局によってはフルネットの放送局と2時台もしくは3時台のみの部分ネットの放送局に分けられていた。

## DJ
- 眞田薫

## ネット局
東北地方
- FM青森
- FM秋田
- FM山形

北関東･長野県地方
- FM群馬
- FM栃木
- FM長野

北陸地方
- FM富山
- FM石川
- FM福井

東海地方
- FM岐阜
- FM三重

近畿地方
- FM滋賀

中国地方
- FM山陰
- FM岡山
- FM山口

四国地方
- FM香川
- FM徳島
- FM高知

九州･沖縄地方
- FM佐賀
- FM長崎
- FM熊本
- FM大分
- FM宮崎
- FM鹿児島
- FM沖縄